# Hell on Wheels (musikgrupp)
Hell on Wheels är ett svenskt indieband som bildades hösten 1994.

## Medlemmar
- Rickard Lindgren: gitarr, sång
- Åsa Sohlgren: elbas, sång
- Johan Risberg: trummor
- Jonas Hansson: gitarr

## Diskografi

### Studioalbum
- 2001 - There is a Generation of Handicapped People to Carry on, (North of no south, NONSCD 78/NONSLP 78)
- 2003 - Oh my God! What have I done?, (North of no south/MNW, NONSCD 93)
- 2004 - Oh my God! What have I done?, (Litte Snowman, LSCD-0007)
- 2006 - The Odd Church, (Hybris, HYBR028, HYBR035)
- 2011 - One Ros, (Hybris, HYBR084)

### Samlingsalbum
- 2004 - From Roslagsgatan to Södra Hammarbyhamnen 1994-2004, (North of no south, NONSCD 127)

### Singlar och EP
- 1998 - Power Bubbles Blown by Big Bitch, (Make it Happen, MKTH03)
- 1999 - Alpha Phozz & the Beta Hustle, (Urinine Records, URN CD-008)
- 2000 - What is the Influence, (North of no south, NONSCD 74)
- 2001 - The Soda, (North of no south, NONSCD 77)
- 2002 - Blinded by the Light, (North of no south/MNW)
- 2003 - It's Wrong Being a Boy, (North of no south, NONSCD 114)
- 2003 - Halos are Holes Made of Space, (North of no south, NONSCD 116)
- 2003 - Nothing is Left, (North of no south, NONSCD 119)
- 2004 - Our Sweetness has Become a Problem, (North of no south, NONSCD 121)
- 2006 - Come on, (Hybris, 2HYBR019)
- 2006 - Alexandr, (Hybris, HYBR034)
- 2011 - Baby, (Hybris, 4HYBR009)
- 2011 - the Night, (Hybris, HYBR093)

### Medverkan på samlingsskivor
- 2001 - A Single Bite, (Labrador, LAB002)
- 2001 - All Songs Are Sad Songs, (Make it Happen, MKTH11)
- 2001 - Festivalsommar 2001, (MNW, MNWPR 2001-5)
- 2004 - Eurosonic 2004, (EBU-UER, SONIC 06)
- 2004 - La La Love You Pixies! - A Tribute, (Düsseldorf Recordings, DE 2)
- 2004 - Delicious Evenings at Softore, (Delicious Goldfish, DGR 004)
- 2006 - Svensk Indie 1988-2006 - En Kärleks Historia , (North of no south, NONSCD 136)
- 2007 - Little Darla Has A Treat For You V.25 Endless Summer 2007-08, (Darla Records, DRL 190)